# Gercüş
Gercüş là một huyện thuộc tỉnh Batman, Thổ Nhĩ Kỳ. Huyện có diện tích 826 km² và dân số thời điểm năm 2007 là 25549 người, mật độ 31 người/km².